# Philippe de Tarrazi
Philippe de Tarrazi (1865-1956) est un érudit et écrivain syrien, fondateur de la Bibliothèque nationale du Liban.

## Biographie
Fils de banquier, le vicomte Philippe de Tarrazi, montre très tôt de l’intérêt pour les études et notamment pour les lettres arabes et françaises, pour l'histoire, le latin et le syriaque.
Longtemps, il sillonne l'Orient et l'Europe à la recherche d'ouvrages pour alimenter sa bibliothèque personnelle dont il fera don à l'État libanais sous la forme 20 000 ouvrages et 3 000 manuscrits. La Grande Bibliothèque de Beyrouth qu'il souhaitait, prend ainsi naissance. Le vicomte est considéré comme le fondateur et premier conservateur de la Bibliothèque nationale du Liban, charge qu'il conservera jusqu'à 1940. Il a alors les 75 ans. Tout au long de sa vie, il n'a cessé d'alimenter les collections de cette bibliothèque qui sera l'œuvre de sa vie. Toutefois, il n'oublie pas les nécessiteux puisqu'il fonde également des associations de bienfaisance.
Le vicomte de Tarrazi faisait partie du cercle social et culturel fondé par Charles Corm et Michel Chiha et à plusieurs reprises il participa aux activités phéniciennes du cercle et il écrivit même au sujet de l'origine phénicienne de sa communauté.
Philippe de Tarrazi a également fait partie du Comité Exécutif de la Société pour un Grand-Liban dont les revendications allaient dans le sens d'une indépendance totale, un retour du Liban dans des frontières naturelles, géographiques et historiques, la collaboration avec la France, etc...
Il est fait Officier de la Légion d'Honneur et reçoit plusieurs distinctions honorifiques libanaises et étrangères.